# 조은희 (1971년)
조은희(1971년 10월 11일 ~ )는 대한민국의 작사가이다. 밴드 E.O.S의 3집 앨범 수록곡을 작사하면서 데뷔하였다.

## 참여 작품

### 1997년
- 양금석 1집 〈남자의 향기〉
- E.O.S 3집 〈다른 세상 속에서〉

### 1998년
- 이글파이브 1집 〈내 안의 너〉
- 이승훈 2집 〈말해주지 그랬어〉
- 이선희 11집 〈공존〉, 〈나의 이별〉
- 조성모 1집 〈세상의 이별〉
- 가디안 1집 〈슬픈 인연〉, 〈죄와 벌〉, 〈Mr. Flower〉
- 최진영 3집 〈오늘까지만〉
- R.E.F 4집 〈우정의 이름으로〉
- 김정민 4집 〈Remember〉, 〈Amore〉, 〈세상 끝까지〉
- 박상민 5집 〈하나의 사랑〉

### 1999년
- 홍경인 1집 〈My girl〉, 〈어느 멋진 날〉
- SKY 1집 〈반전〉, 〈Blue Morning〉, 〈Feel Empty〉
- 정선연 1집 〈빈처〉
- 안재욱 3집 〈인연〉
- 젝스키스 4집 〈Com'Back〉, 〈Smile Again〉
- 얌야밍 1집 〈타임캡슐〉, 〈애정만세〉, 〈보물섬〉, 〈Run Away〉
- 강현수 1집 〈Can't hide my love〉
- 해소년 1집 〈Forever〉
- 조은 1집 〈Goodbye Lover〉, 〈Please〉
- K2 3집 〈그녀의 연인에게〉, 〈사랑, 그 아름다운 비밀〉
- 김범수 1집 〈첫사랑〉
- 구피 3집 〈게임의 법칙〉, 〈이별로 온 사랑〉
- 박정현 2집 〈친구처럼〉

### 2000년
- 정선연 2집 〈잊혀진 약속〉
- 구피 4집 〈Target〉, 〈Pandora〉, 〈아킬레스건〉, 〈Pain〉, 〈DNA〉
- 이세진 1집 〈Crystal〉
- 김돈규 3집 〈Wedding〉
- 유승준 5집 〈길〉
- 엄정화 6집 〈Pleasure〉
- 얀 1집 〈하나뿐인 사랑을 위해〉, 〈방황〉
- 모노[1] 1집 〈영원히〉
- 박정현 3집 〈늘 푸른〉
- A4 2집 〈Chance〉, 〈수호천사〉
- K 1집 〈Partner〉, 〈선물〉, 〈사랑해〉
- 강현수 2집 〈쿠데타〉, 〈기원〉, 〈태양을 향해 쏴라〉, 〈다시 사랑〉, 〈하늘사랑〉
- 핑클 3집 〈Sting〉
- 보아 1집 〈I'm your lady tonight〉
- 골뱅이 1집 〈Baby come〉
- 조장혁 3집 〈중독된 사랑〉, 〈LOVE〉, 〈The Last〉, 〈You Believe〉, 〈체념〉
- Click-B 2집 〈EXIT〉
- 베이비복스 4집 〈Overlap〉, 〈올가미〉, 〈Before Sunrise〉
- 이주노 1집 〈스토커〉, 〈To the top〉
- 영원 1집 〈패자부활전〉

### 2001년
- 이수영 3집 〈돌아오면〉
- hand 1집 〈바이러스〉
- 유리상자 5집 〈기억은 시간을 건너〉
- 보보 1집 〈가가〉, 〈Question〉
- 조장혁 4집 〈Sad〉, 〈그대를 위해〉, 〈비요일〉
- 엄정화 7집 〈Moonlight〉, 〈하얀 기도〉
- 이상욱 1집 〈I Know Why〉
- T 1집 〈그대 없는 사랑〉
- 정희택 1집 〈인생은〉
- 유승준 6집 〈선택은 하나〉, 〈KEY〉, 〈슬픈 자유〉, 〈No More〉
- K2 3.5집 〈그대 안의 하루〉
- 죠앤 1집 〈With you〉, 〈Hidden Time〉
- 마리아 1집 〈애원〉
- 고재근 1집 〈마지막 선택〉
- 김현정 4집 〈White Color〉
- 김경호 6집 〈희생〉, 〈My All〉, 〈Yesterday〉
- 임창정 8집 〈기다리는 이유〉
- 쿨 6집 〈이별로 배운 사랑〉, 〈Weekend〉
- 조이락 1집 〈女〉
- 투야 1집 〈Touch〉
- J.ae 3집 〈가장 슬픈 말〉
- 베이비복스 5집 〈Cut〉, 〈Come To Me〉, 〈Puzzle〉
- 이은미 5집 〈Sunflower〉
- New Order 1집 〈Forever Time〉
- 이정봉 5집 〈은인〉
- 성시경 1집 〈동화〉
- 은지원 1집 〈Blooming〉
- Fly to the sky 2집 〈I want you I need you〉
- 김조한 3집 〈오늘까지만〉, 〈날 봐요〉, 〈Give Me Your Love〉, 〈너를 끝으로〉

### 2002년
- 5tion 2집 〈겨울 선물〉
- 맨사 1집 〈다시 겨울〉
- 김조한 Single 1집 〈Tonight〉
- 윤석 1집 〈사랑은 늘 그대〉
- 이수영 4집 〈마중〉
- 샾 5집 〈나쁜 이별〉
- 김완선 8집 〈Shall we dance〉
- 양혜승 1집 〈먼 그대〉
- 성시경 2집 〈사랑이겠죠〉
- 4U 1집 〈DNA〉
- 강철 1집 〈내가 사랑한 사람〉
- 린애 1집 〈백야〉
- 얀 2집 〈슬픈 동화〉
- 차호석 2집 〈보답〉, 〈바램〉
- 블랙비트 1집 〈Shine〉
- 핑클 4집 〈You're my boy〉
- J.S 1집 〈그대없인 난 늘 이별일텐데〉
- 소냐 3집 〈눈물이 나〉
- 김정민 5집 〈마지막 사랑〉
- 고현욱 2집 〈사랑하지 않도록〉

### 2003년
- 조장혁 5집 〈Feel Empty〉, 〈아직은 사랑할 때〉, 〈손톱만큼〉, 〈이별보다 아픈 하루〉, 〈누구에게나 아름다운 이야기〉, 〈걱정〉, 〈Amore〉
- Brown eyed soul 1집 〈정말 사랑했을까〉
- 백지영 4집 〈깊이〉
- 양혜승 2집 〈기억처럼〉
- 쥬얼리 3집 〈사랑이란 이유로〉
- Fly to the sky 4집 〈You〉
- 이예린 5집 〈미안해하지 말아요〉, 〈사랑이라면〉
- 안재모 LIVE 앨범 〈남자의 향기〉
- 신은성 1집 〈하루만큼씩〉
- 녹색지대 6집 〈사랑하기 때문에〉
- 강성 2집 〈한순간도〉
- 이영준 1집 〈사랑한 후에〉, 〈Man to man〉
- M.C THE MAX 2집 〈Sixth Sense (六感)〉, 〈낮달〉, <하루가 십년이 되는날>, 〈Like A Wind... (바람처럼)〉
- 정재욱 3집 〈널 있는 그대로〉
- 성시경 3집 〈Everyday Birthday〉, 〈Kiss 할까요〉
- 이기찬 7집 〈이렇게...〉
- 김재욱 1집 〈준비〉
- TAKE 1집 〈....께〉
- 안재욱 4집 〈떠나지마〉, 〈자유〉, 〈모래시계〉
- 조성모 5집 〈내것이라면〉, 〈버릇처럼〉, 〈사랑하세요〉, 〈파트너〉, 〈네 멋대로 해라〉
- 최강 1집 〈당신에게〉, 〈더욱 더 사랑해〉, 〈해피엔드〉, 〈소나기〉
- Tri-B 1집 〈No More Cry〉
- 골드 1집 〈이년 이개월〉, 〈아버지의 이름으로〉, 〈What can I do〉, 〈어느 멋진날〉, 〈Stand by me〉, 〈세레나데〉, 〈하늘 편지〉, 〈그것이 알고 싶다〉, 〈이 세상이 아름다운 이유〉
- 김정민 6집 〈원〉, 〈내가 사는 이유〉, 〈Good-bye Good-bye〉, 〈바람이 하는 말〉, 〈To love〉
- 박용하 1집 〈기별〉, 〈시간을 다시 돌려도〉
- 안재모 1집 〈한 사람을 위해〉, 〈추억처럼〉

### 2004년
- SO-U 1집 〈외눈박이 물고기의 사랑〉
- NOK 1집 〈가슴이 하는 말〉
- 쥬니퍼 2집 〈Remember〉
- 토니 안 1집 〈부탁해〉, 〈Somewhere〉, 〈Someone〉
- 이승환 8집 〈심장병〉
- J.ae 5집 〈거인〉
- SKY 3집 〈사랑하니까〉
- 성진우 5집 〈이별을 얕봤다〉, 〈거짓기도〉, 〈온기〉
- 이수영 6집 〈휠릴리〉, 〈이별 후 愛 이별〉
- 나윤권 1집 〈약한 남자〉
- 유진 2집 〈폭풍의 언덕〉
- 김종국 2집 〈한 남자〉, 〈그대가 잠든 사이〉
- 팀 2집 〈사랑에 길을 잃다〉, 〈I'm Sorry〉, 〈아버지께〉
- K2 4집 〈Loving U〉, 〈이별식〉
- 노을 2집 〈아파도 아파도〉
- 김형중 2집 〈그녀가 웃잖아〉, 〈다른 우리〉
- 이지훈 5집 〈My Lost Love〉
- 파이브 2집 〈I'm Sorry〉
- 앤 2집 〈천국에서〉
- M2M 1집 〈사랑한다 말해줘〉
- 엄정화 8집 〈미안해〉
- 박상민 9집 〈해바라기(그녀에게)〉, 〈사랑했어요 아니 사랑해요〉
- 솔플라워 1집 〈끝까지 친구〉, 〈세상, 그 중심의 나〉, 〈ANOTHER DAY(후회는 차라리 미움보다 나아)〉, 〈Every Single Second〉
- 마리아 2집 〈異별자리〉
- 테이 1집 〈사랑은.. 향기를 남기고〉, 〈닮은 사람〉
- 애즈 원 4집 〈사랑했던 날처럼〉
- 송승헌 1집 〈혼〉

### 2005년
- J-World 1집 〈하루가〉
- 김종국 3집 〈제자리 걸음〉, 〈지우개〉, 〈슬픈 축하〉
- 이승철 20주년 앨범 〈열을 세어 보아요〉
- 성시경 4집 〈눈물 편지〉
- 모세 1집 〈울까봐 웃잖아〉, 〈똑똑한 바보〉
- 조성모 My First 〈눈물이 나요〉, 〈못다한 한마디〉
- 테이 2집 〈사랑은.. 하나다〉
- BMK 2집 〈꽃 피는 봄이 오면〉
- 리플레이 1집 〈지독한 사랑〉
- 테이 3집 〈그리움을 외치다〉, 〈홀로서기〉, 〈사랑에 미치다〉
- 하울 1집 〈앵무새〉

### 2006년
- 브이원 2집 〈면도〉, 〈사랑한day〉
- Fly to the sky 6집 〈남자답게〉, 〈사랑해요 우리〉, 〈빌고 또 빌어도〉
- 케이 2집 〈웃어요〉
- 얀 5집 〈고무신을 신은 줄리엣〉, 〈헌신〉
- F&F 1집 〈I miss you〉
- 장혜진 7집 〈비 온 뒤〉
- 모세 2집 〈무지개〉, 〈이별을 봤다면〉
- 란 2집 〈봄의 왈츠〉
- 이지 2집 〈아파도 사랑합니다〉
- 임정희 2집 〈사랑아 가지마〉
- SG워너비 3집 〈비익조〉
- 김종국 4집 〈사랑이에요〉
- 리사 2집 〈헤어져야 사랑을 알죠〉
- 별 3집 〈눈물샘〉
- 이준기 1집 〈한마디만〉
- 박정아 1집 〈Yeah〉
- 정재욱 4집 〈이별하기 좋은 날〉
- 신승훈 10집 〈LDAY(무궁화 꽃이 또.. 피었습니다)〉, 〈지금 만나러 갑니다〉
- 바다 싱글 〈고고고(Go Go Go)!〉

2007년
2008년
2009년

### OST
- 《마고》(2002) OST 〈태초의 사랑〉
- 애니메이션(2001) 《해로》 OST 〈Wish〉, 〈Dear My Friend〉, 〈Treasure Island〉, 〈Party〉
- 《올인》(2001) OST 〈처음이 마지막처럼〉, 〈감의 법칙〉
- 《내 사랑은 누굴까》(2002) OST 〈사랑이 다시 올 때〉
- 《아름다운 날들》(2001) OST 〈For You〉
- 《사랑은 아무나 하나》(2000) OST 〈러브〉
- 《추억》(1998) OST 〈사랑은 기다림 속에 천국〉
- 《사랑》 OST 〈또다른 사랑〉, 〈너와 함께〉
- 《패션 70's》 OST 〈가슴 아파도〉, 〈그림자〉
- 《유리화》 OST 〈살고 싶어〉
- 《온리 유》 OST 〈평생토록〉
- 《그린 로즈》 OST 〈그린로즈〉
- 《내 인생의 스페셜》(2006) OST 〈내 인생의 스페셜〉
- 《발리에서 생긴 일》 OST 〈안되겠니〉
- 《사랑한다 말해줘》 OST 〈사랑한다 말해줘〉
- 《백설공주》 OST 〈사랑해.. 사랑할 수 없을만큼〉
- 《북경 내 사랑》 OST 〈사랑의 말〉, 〈그대에게 가는 길〉
- 《황태자의 첫사랑》 OST 〈날 봐요〉
- 《두번째 프로포즈》 OST 〈I can fly〉
- 《때려》 OST 〈한 사람〉
- 《스마일 어게인》 OST 〈니가 나를 웃게 해〉
- 《나도야 간다》 OST 〈내일로 내일로〉
- 《오버 더 레인보우》 OST 〈숨쉴때마다〉, 〈또다른 나〉

### 프로젝트
- 2002년 월드컵송 〈도약〉, 〈ONE〉
- CJ 그룹송 〈We are the best CJ〉

## 수상 경력
- 2004년 SBS 가요대전 올해의 작사가상
- 2005년 SBS 가요대전 올해의 작사가상

## 저서
- 《버릇처럼 다시 사랑을 씁니다》 (2005년, 미앤지)